# Ukraines historie
 Denne artikel bør gennemlæses af en person med fagkendskab for at sikre den faglige korrekthed.

Ukraines historie strækker sig mindst tilbage til 4.500 år f.Kr., og en række folkegrupper har beboet og vandret gennem det landområde, der i dag kendes som Ukraine. Fra omkring år 800 har Ukraine været et kerneområde for Østslaver, som med tiden etablerede Kijevriget som den første slaviske statsdannelse.

## Forhistorie
Der er påvist bosættelser fra forhistorisk tid i området, der i dag kendes som Ukraine. Den neolitiske Cucuteni-kultur blomstrede i området i perioden 4.500-3.000 f.Kr. Cucuteni-kulturen var baseret i den vestlige del af Ukraine, Rumænien og tilhører kobberalderen. I den østlige del af Ukraine holdt i samme periode Sredny Stog-kulturen til, der blev efterfulgt af den tidlige bronzealderkultur Jamna-kulturen (Kurgan-hypotesen), som befolkede stepperne og katakombe-kulturen mellem 2.800-2.200 f.Kr. Kurgan-kulturen efterlod sig en række stenfigurer, såkaldte Kurganstøtter.
I jernalderen vandrede flere forskellige kulturer ind: dakerne, kimmeriere, skyterne og sarmaterne. Et skytisk kongerige eksisterede i området fra 750-250 f.Kr. Fra 500-tallet f.Kr. blev antikke græske kolonier grundlagt på Sortehavets nordøstlige kyst: bosætningerne Tyras, Olbia og Tmutarakan. De græske bosættelser efterfulgtes af romerske og østromerske byer frem til 500-tallet e.Kr.
Gotiske stammer indvandrede til Ukraine mellem 250-375 e.Kr. i et landområde de kaldte Oium, og etablerede Tsjernjakhiv-kulturen. Østgoterne i området kom fra 370 under hunnernes dominans. Nord for det østgotiske kongerige var Kijev-kulturen opstået og blomstrede fra 100- til 400-tallet, hvor området blev erobret af hunnerne. Efter østgoterne hjalp til at nedkæmpe hunnerne i slaget ved Nedao i 454, fik de overtaget området Pannonien vest for Ukraine.
Med et magtvakuum efter slutningen på hunnernes og goternes styre begyndte slaviske stammer, muligvis fra Kijev-kulturen, at sprede sig ud over store dele af Ukraine og Balkan. I 600-tallet var Ukraine kerneområdet for Det storbulgarske rige med hovedstad i Fanagoria. Mod slutningen af 600-tallet forflyttede de fleste bulgarske stammer sig, og resterne af deres statsdannelse blev absorberet af khazarene, en delvis nomadisk folkegruppe fra Centralasien.
Khazarerne grundlagde et kongedømme i den sydøstlige del af Europa, nær det Kaspiske hav og Kaukasus - et rige, der inkluderede de vestlige dele af Kasakhstan, de østlige dele af Ukraine, Aserbajdsjan, det sydlige Rusland og Krim-halvøen.

## Kijevriget
I 800-tallet blev Kijev erobret fra khazarerne af Oleg af Novgorod, en adelsmand fra væringerne, der lagde grundlaget for en lang periode med styre af Rurik-dynastiet. På denne tid var der flere slaviske stammer i Ukraine. Kijev lå i krydsningspunktet for lønsomme handelsruter, og dets betydning som center i Kijevriget voksede. I 1000-tallet var Kijevriget Europas største stat i udstrækning og var kendt i Vesteuropa som Rutenien.
Kristendommen begyndte at påvirke dele af Ukraine allerede før det første økumeniske koncil, Koncilet i Nikæa i 325, særlig langs Sortehavet, men blev ikke officiel religion for Kijevriget før 988. Den stærkeste drivkraft i kristningen af Kijevriget var Vladimir 1., hans interesse for kristendommen blev vækket af hans farmor, prinsesse Olga. Under det efterfølgende styre ved Jaroslav den vise blev lovbogen Russkaja pravda udformet. Den kom til at præge retsforståelsen i slaviske områder i mange hundrede år frem over.
Indre konflikter i Kijevriget førte til, at dets magt blev reduceret i 1100-tallet. Nær Kijev bidrog det til etableringen af fyrstedømmet Galitsj-Volynia, og i nord forekom for første gang navnet Moskva i de historiske beretninger fra fyrstedømmet Suzdal, som ledte til fremvæksten af Rusland. I nordvest etableredes med tiden fyrstedømmet Polotsk Hvideruslands selvstyre. Kijev blev plyndret af de andre slaviske fyrstedømmer i 1169 og efter det plyndret af tyrkiske nomader og mongoler. Efter mongolinvasionen i slutningen af 1230-erne underlagde alle fyrstedømmerne i Ukraine troskabsløfte til Mongolerne, og Kijev blev igen plyndret i 1240. Fem år efter skrev pavens udsending, Giovanni da Pian del Carpine, følgende:
"De gik [der efter] løs på Rusland, og gennemførte store massakrer, ødelagde byer og borge og dræbte folk. Kijev, som er den største russiske by, belejrede de, og da de havde belejret den i en lang periode, tog de byen og dræbte indbyggerne. Så når vi gik gennem dette land, fandt vi talløse menneskeskaller og ben fra de døde spredt ud over marken. Sandelig havde det været en stor og folkerig by, og nu er den reduceret til næsten intet. Faktisk er der næppe mere end to hundrede huse der nu, og folket bliver holdt i strengt slaveri"
Giovanni da Pian del Carpine i Vincentius Beluacensis his Speculum historiale

## Fyrstendømmet Galicien-Volhynien
Den statsdannelse, som efterfulgte Kijevriget i Ukraine, var fyrstendømmet Galicien-Volhynien.
Tidligere havde Vladimir den store oprettet byerne Galich og Vladimir som regionale hovedstæder for det vestlige Ukraine. Den nye rus'stat var baseret på tre folkestammer: duleberne, tiverterne, og hvidekroaterne. Staten var styret af efterkommere af Jaroslav den Vise af Kijev og Vladimir Monomakh. I en kortere tid var landet styret af en ungarsk adelsmand. Stridigheder med nabolandene Polen og Litauen forekom også, foruden gensidigt ødelæggende krigsførelse med det rutenske fyrstedømme Tsjernihiv mod øst. Nationen nåede sit højdepunkt med udvidelsen af naboerne Valakiet/Bessarabien, hele vejen til kysterne af Sortehavet.
I løbet af denne periode (omkring 1200-1400) blev hvert af fyrstedømmerne uafhængige for en tid. Fyrstendømmet Galicien-Volhynien blev til sidst en vasal af Mongolriget, men anstrengelserne for at skaffe sig europæisk støtte for at sætte sig op mod mongolerne fortsatte. Samtidigt blev titlen "konge af russerne" første gang benyttet, tidligere havde herskerne af Kijevriget haft titlen Velikij Knjaz (dansk: ~ storfyrste) eller Knjaz (dansk: ~ fyrste).

## 1300-tallet
I løbet af 1300-tallet var der flere krige mellem Polen og Litauen på den ene siden og mongolerne på den anden. Dette førte efterhånden til, at det meste af Ukraine kom ind under polsk og litauisk overherredømme. Områderne i Volynia i nord og nordvest kom ind under de litauiske fyrster, mens områderne i sydvest kom ind under Polen (Galicien) og Ungarn (Karpato-Rutenien).
Efter at Kijev-området faldt under Litauens kontrol overtog de litauiske herskere titlen "hersker af russerne". De dele af Ukraine under polsk kontrol så på denne tid en stor indvandring af nye folkegrupper, især polakker, tyskere, armeniere og jøder.

## Den polsk-litauiske realunion
Efter Lublinunionen i 1569 og dannelsen af Den polsk-litauiske realunion kom Ukraine ind under realunionens administration og som en del af det polske kongedømme. Perioden, som fulgte efter dannelsen af realunionen, blev præget af kolonisering, og mange nye byer og landsbyer blev grundlagt. Ideerne fra renæssancen spredte sig, og indvandrende polske bønder blev i stort antal ruteniserede. Samtidig blev størstedelen af den ukrainske adel politificeret og gik over til katolicismen, til forskel fra bønderne, som holdt på det rutenske sprog og forblev inden for den østlige ortodokse kirke. Disse modsætninger førte til voksende spændinger i samfundet og skabte grundlaget for fremvæksten af kosakkerne, som oprindelig var rutenske bønder, der flygtede fra livegenskabet. Realunionen allierede sig med mange kosakker for at beskytte landet mod tatarerne i sydøst. Kosakkerne deltog blandt andet i slaget ved Khotyn i 1621 og i flere felttog mod Storfyrstendømmet Moskva.

## Zaporozke Host
I 1648 stod kosakken Bogdan Khmelnytskij i spidsen for Zaporozke-kosakkernes opstand for en selvstændig stat. Dette blev begyndelsen på en tidsperiode som er blevet omtalt som "Ruinen" (eller "Syndfloden" i polsk-litauisk historietradition), hvor fyrstendømmets stabilitet blev alvorligt truet. Kosakkiske hetmanatet "Zaporozke Host", der er blevet set som en forløber til det moderne Ukraine, opstod i grænselandet mellem Det osmanniske rige i syd, den Den polsk-litauiske realunion i vest og Zarrusland i øst. Den bitre krig mellem zaporozke-kosakkerne og polakkerne førte til, at kosakkerne vendte sig til Zarrusland for beskyttelse, og i 1654 undertegnede russerne og kosakkerne Perejaslav-traktaten. Polen-Litauen forsøgte efterfølgende at opnå et kompromis med kosakkerne gennem Hadjatsj-traktaten i 1658, men 13 år med uafbrudt krig mellem Rusland og Polen fulgte. Med Andrusovo-traktaten kom parterne frem til en våbenhvile, og de ukrainske områder blev her delt mellem Den polsk-litauiske realunion og Zarrusland. På den russiske side af grænsen fik kosakkerne i en periode lov til at beholde et udstrakt selvstyre gennem det såkaldte Hetmanat.

## Rusland og Østrig-Ungarn
Tsarstyret over centrale Ukraine blev gradvis erstattet af "beskyttelse" i løbet af de næste tiår. Efter Polens tre delinger i 1772, 1793 og 1795, var den vestligste del af Ukraine kommet ind under østrigernes kontrol, mens resten havnede under Det russiske kejserdømme. Som et resultat af de russisk-tyrkiske krige havde det osmanniske rige taget kontrol over det sydlige og centrale Ukraine, mens Ungarns styre over regionen Karpato-Rutenien fortsatte. Forfattere og intellektuelle i Ukraine blev inspireret af den nationalistiske ånd, der opildnede hele Europa og krævede at genoplive de ukrainske sproglige og kulturelle traditioner og reetablere en ukrainsk nationalstat. Rusland frygtede separatismen og lagde store begrænsninger på alle forsøg på at fremme ukrainsk sprog og kultur, så langt som til at forbyde at studere det. Mange ukrainere accepterede skæbnen inden for det russiske rige, og mange fik også fremgang inden for det. Mange russiske forfattere, komponister, malere og arkitekter i 1800-tallet var af ukrainsk oprindelse. Den mest kendte var antagelig Nikolaj Gogol, en af de største forfattere i russisk litteraturhistorie.
Tilværelsen for ukrainere under det østrigske rige var langt vanskeligere da de blev sammentrængt under den russisk-østrigske magtkamp om Central- og Sydeuropa. I modsætning til Rusland var det meste af eliten, der styrede Galicien af enten østrigsk eller polsk oprindelse mens rutenerne næsten alle blev holdt i livegenskab. I løbet af 1800-tallet var ukrainsk "russofili" fremherskende, men indblanding fra de østrigske myndigheder førte til en bevægelse, der skulle erstatte denne med "ukrainofili", der derefter ville smitte til de russisk kontrollerede dele af Ukraine. Ved begyndelsen af 1. verdenskrig var alle de, som støttede Rusland, omringet og blev massakreret ved Talerhof interneringslejr (en).

## Efter første verdenskrig og den russiske revolution
Efter den russiske revolution prøvede flere politiske fraktioner at skabe en uafhængig ukrainsk stat. Den 28. juni 1917 oprettede ukrainske bolsjevikker og mensjevikker Den ukrainske nationale republik, og erklærede uafhængighed fra Rusland.
Den 20. november 1917 erklærede Ukraine sig som en autonom del af Den russiske socialistiske føderative sovjetrepublik. Bolsjevikkerne ønskede en føderation med den russiske sovjetrepublik, men manglede bred folkelig støtte. Under en separat kongres deklarerede de oprettelsen af Sovjetrepublikken Ukraine (Respublyka Rad Ukrajiny) den 25. december 1917, som imidlertid også var uafhængig af Rusland.
Den 22. januar 1918 blev derefter den ikke-kommunistiske ukrainske folkerepublik oprettet – også uafhængig af Rusland. Mellem 27. januar og 1. marts 1918 blev landet okkuperet af russerne, og internt fulgte en serie alliancer mellem anarkister og paramilitære grupper af haydamaker.
Mellem 1. marts og 16. december 1918 blev landet derefter okkuperet af en alliance mellem Tyskland og Østrig-Ungarn. Bolsjevikkerne blev fuldstændig fordrevet fra Ukraine, og mellem 18. april og 20. november 1918 var den kommunistiske stat opløst i forbindelse med Freden i Brest-Litovsk, som lagde Ukraine i den tyske indflydelsessfære. Efter Tysklands nederlag i 1. verdenskrig blev denne aftale ignoreret af Sovjetunionen, og den 14. december 1918 blev derefter Den ukrainske folkerepublik genoprettet. Mellem 18. december 1918 og 8. april 1919 blev Odessa okkuperet af de vestallierede.
Den 6. januar 1919 blev Den ukrainske socialistiske koncilie-republik grundlagt, for derefter at ophøre den 21. december 1919. Under den polsk-sovjetiske krig (februar 1919 – marts 1921) kæmpede Den ukrainske folkerepublik og Den ukrainske socialistiske sovjetrepublik (Sovjet-Ukraine) på hver sin side. Efter krigen, den 7. maj 1921 blev imidlertid den ikke-kommunistiske del af Ukraine absorberet af Den ukrainske socialistiske sovjetrepublik. Denne stat forblev så et eget land i de næste halvandet år indtil den 30. december 1922, hvor Den ukrainske socialistiske sovjetrepublik var en af de fire grundlæggende medlemmer af Sovjetunionen.

## Som en del af Sovjetunionen
En undersøgelse fra det Moskvabaserede Demografisk institut[kilde mangler] regnede i 2008 ud at der i Ukraine døde 15 millioner[kilde mangler] mennesker i "overflødige dødsfald" mellem 1914 og 1948, heraf 1,3 millioner under 1. verdenskrig, 2,3 millioner under den russiske borgerkrig og den polsk-sovjetiske krig, omkring 2,2-2,4 millioner under Holodomor,, 300.000 under Den store terror og Sovjetunionens erobring af det vestlige Ukraine, 6,5 millioner under 2. verdenskrig, og 400.000 efter krigen som følge af hungersnød og Stalins kamp mod den ukrainske nationalisme.

## Historiske kort over Ukraine
- Historisk periode (500-600).
- Historisk periode (750-850).
- Historisk periode (1220-1240).
- Historisk periode (1245-1349).
- Historisk periode (1386-1434).
- Historisk periode (1658).
- Historisk periode (1751).